# Aggressione con acido

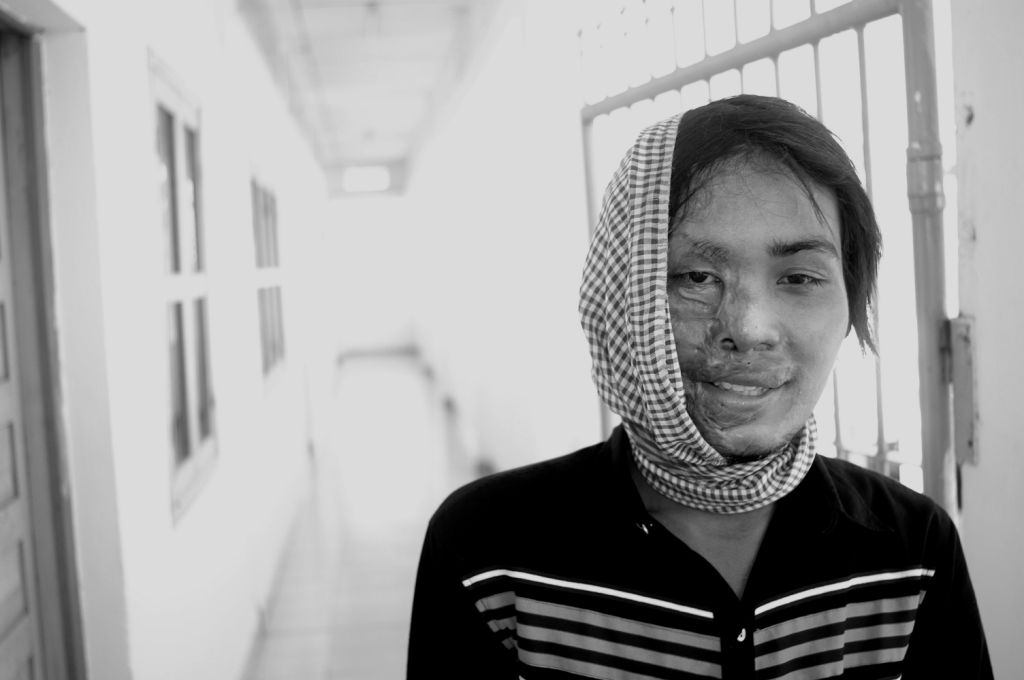
Donna deturpata mediante acido, Cambogia.

L'aggressione con acido, conosciuta anche come vitriolage, è una forma di violenza premeditata consistente nel gettare una sostanza corrosiva sul corpo di un'altra persona con l'intento di sfigurarla, mutilarla, torturarla o ucciderla.
I responsabili di quest'atto gettano solitamente l'acido sul volto delle loro vittime, bruciando così fino a danneggiare gravemente i tessuti della pelle, spesso addirittura fino ad esporne le ossa e talvolta sciogliendole: i tipi più comuni di sostanze utilizzate a tal scopo sono l'acido solforico, l'acido nitrico e l'acido cloridrico.
Le conseguenze a lungo termine di queste aggressioni possono includere la cecità, così come ampie cicatrici permanenti sul viso e sopra tutto il corpo; col risultato effettivo di danneggiare stabilmente l'esistenza futura della vittima, con gravi difficoltà sociali, psicologiche ed economiche associate conseguenti.
Secondo i ricercatori e gli attivisti per i diritti umani i paesi più tipicamente associati all'attacco con acido con l'intento di sfigurare includono il Bangladesh, l'India, il Pakistan, la Cambogia, ma anche Vietnam, Laos, Hong Kong e poi Cina, Kenya, Sudafrica, Uganda ed Etiopia; tra le comunità di immigrati asiatici e/o africani vari casi sono stati registrati anche nel Regno Unito. Infine alcuni gravi episodi si sono verificati anche in Afghanistan, Iran ed altri paesi della regione.
Una revisione della letteratura pubblicata nel 2007 ha analizzato 24 studi in 13 paesi, negli ultimi 40 anni, sottoponendo a controllo i dati di 771 soggetti. Nei casi studiati, gli uomini sembrano più frequentemente vittime in ogni paese, ad eccezione del Bangladesh e di Taiwan, con un rapporto uomo/donna che varia da 0,15:1 in Bangladesh a 6,14:1 nel Regno Unito.

## Effetti sulla salute
Gli effetti più notevoli e di lunga durata di un attacco con l'acido è lo sfregio permanente del corpo. Secondo l'"Acid Survivor Foundation" (associazione bengalese dedita a prevenire tale tipologia di violenza e fornendo assistenza medico-legale), vi è un elevato tasso di sopravvivenza tra le vittime; di conseguenza queste si trovano a dover affrontare trattamenti chirurgici di lunga durata, oltre ad una problematica psicologica che corre parallela a quella più eminentemente fisica: questi effetti di vasta portata ed impatto sull'esistenza personale rimbalzano poi anche sulla stessa sostenibilità socio-economica delle comunità coinvolte.

### Primo soccorso medico[16]
Vi è un ampio spettro di effetti causati da un'aggressione con acido; la gravità del danno dipende sia dalla concentrazione della sostanza corrosiva utilizzata che dal periodo di tempo in cui essa è rimasta a contatto con i tessuti prima d'esser tolta, questo lavando accuratamente la pelle con un agente neutralizzante. L'acido può molto rapidamente erodere la pelle e lo strato di grasso immediatamente sottostante fino a raggiungere l'osso.
In quanto la maggioranza dei casi è finalizzata a colpire la faccia, le palpebre e le labbra possono essere completamente distrutte e il naso e le orecchie venire gravemente danneggiati. Tra le conseguenze maggiori si possono includere:
1. Le ossa del cranio sono in parte distrutte o deformate con perdita anche totale dei capelli
2. La cartilagine dell'orecchio è di solito parzialmente o totalmente distrutta e possono verificarsi casi di sordità
3. Le palpebre possono venire anch'esse bruciate o deformate, lasciando così gli occhi completamente scoperti e inclini alla cecità; colpendo direttamente l'occhio l'acido danneggia irrimediabilmente la vista
4. Se colpito, il naso può rimpicciolire e deformarsi, con le narici che possono completamente scomparire venendo distrutta la cartilagine di sostegno
5. Anche la bocca viene deformata e perdere la propria gamma normale di movimento; se vengono distrutte le labbra si espongono i denti con conseguenti difficoltà d'alimentazione
6. Le cicatrici possono scendere dal mento fino alla zona più bassa del collo, riducendo lo stesso mento e rendendo estremamente limitata la gamma di movimento del collo
7. L'inalazione di vapori acidi solitamente provoca difficoltà respiratorie, fino a causare problemi all'esofago

In aggiunta a questi danni specifici, i pazienti corrono anche il rischio di contrarre setticemia, insufficienza renale, depigmentazione cutanea fino a giungere nei casi più estremi alla morte.

### Problematiche psicologiche
I sopravvissuti si trovano davanti a volte anche a problemi di salute mentale faticosamente superabili; uno studio ha dimostrato che rispetto alla norma occidentale di benessere psicofisico, le vittime di attacco con acido riportano alti livelli di ansia e depressione con forte e continuativo stress psicologico dovuto alla preoccupazione e alla sofferenza.

### Conseguenze sociali
Oltre ad effetti immediati fisico-psicologici, esistono anche varie implicazioni sociali per i sopravvissuti ad un'aggressione con acido: di solito le vittime rimangono disabili per tutto il resto della loro vita, dipendendo così interamente da altri anche per le più semplici attività quotidiane come il mangiare o l'andar a far commissioni.
Queste dipendenze sono poi aumentate dal fatto che molti sopravvissuti non sono più in grado di trovare, nelle condizioni di handicap in cui versano, un impiego adeguato a garantirgli una fonte d'indipendenza ed autonomia economica; ciò influisce negativamente causando disagi a catena sia a loro che a chi li assiste. Come risultato i tassi di divorzio sono molto elevati; inoltre, i sopravvissuti che erano single al momento dell'aggressione rischiano di subire un forte rifiuto sociale, di fatto rendendo più difficile le future prospettive matrimoniali.

## Prevenzione
Lo studio approfondito del fenomeno ha spinto alla ricerca di varie soluzioni, anche vista la crescente incidenza dei casi in tutto il mondo; si guarda in certo qual modo al Bangladesh come modello, in cui a seguito di radicali riforme legislative i tassi di aggressione con acido sono notevolmente diminuiti. Tuttavia diverse segnalazioni hanno evidenziato la necessità di un maggiore ruolo giuridico delle ONG per offrire sostegno e aiuto; inoltre quasi tutte le ricerche hanno sottolineato la necessità di una più rigorosa regolamentazione nella libera vendita di queste sostanze all'interno dei paesi più coinvolti, al fine di combattere al meglio questo problema sociale.

### Ruolo delle Organizzazioni non governative
Molte ONG sono state create proprio nelle zone con più alta presenza di violenza tramite sostanze corrosive, con l'intento specifico di combattere questo tipo d'aggressioni; esistono organizzazioni simili a quelle operanti in Bangladesh (anche con programmi rivolti alle istituzioni locali) anche in Uganda e Cambogia. Queste offrono servizi di assistenza e riabilitazione, nonché di sostegno a favore di una riforma sociale, nella speranza di aumentare la consapevolezza sulla gravità del problema.
L'associazione pakistana opera ad Islamabad, offrendo supporto medico e di riabilitazione; mentre la fondazione ugandese opera a Kampala fornendo consulenza, trattamento ed assistenza di riabilitazione sia alle vittime che, in caso di necessità, alle famiglie. L'"Acid Survivor Trust International" (ONG a livello internazionale impegnata attivamente per por fine alla violenza causata da acidi) fornisce infine supporto specialistico alle sue organizzazioni associate nei paesi dei continenti africano e asiatico.
Shirin Juwaley, sopravvissuta bengalese alle ustioni causate dal marito, ha istituito la "Palash Foundation", per aiutare altri sopravvissuti con la riabilitazione psicosociale e con iniziative anche ad alto livello promuovendo conferenze a favore di tutte le vittime di sfregio e discriminazione: nel 2011 il preside di un college indiano ha rifiutato di averla come ospite nella scuola da lui diretta per timore che la storia da lei raccontata avrebbe potuto influenzare negativamente gli studenti nei confronti del matrimonio.

### Regolamentazione nelle vendite di acidi
È stata osservata una correlazione tra gli attacchi con acido e la sua relativa facilità di acquisto, in quanto comunemente utilizzati e tutti a buon mercato e facilmente reperibili; si può arrivare in certi paesi asiatici e africani a trovare anche un litro di concentrato di acido solforico ad un prezzo di 40 centesimi di dollaro; mentre l'acido nitrico costa un dollaro e mezzo al litro ed è possibile acquistarlo presso i negozi di oro e gioielli, venendo generalmente usato dagli orefici come lucidante e per purificare oro e metalli; l'acido cloridrico - oltre che per la lucidatura dei gioielli - è utilizzato anche nel campo dei cosmetici e dei farmaci anfetaminici.
A causa di una tale facilità estrema di venirne in possesso, molte organizzazioni hanno ripetutamente richiesto con forza una regolamentazione più severa al riguardo; azioni specifiche di contrasto al fenomeno possono essere l'obbligo di possedere una licenza specifica per commerciare acidi altamente corrosivi, il divieto di produrli in forma concentrata, migliorare il sistema di monitoraggio di vendita degli stessi come ad esempio la necessità di documentar tutte le transazioni che coinvolgono la sostanza. Tuttavia è stato anche avvertito che una disciplina troppo rigorosa al riguardo rischierebbe di creare un mercato nero anche più sfuggente e fuori da ogni controllo delle forze dell'ordine locali.

## Trattamento
Le informazioni di pronto soccorso per aggressioni con acidi sono date dal sito web dell'ASTI. I trattamenti contro le ustioni causate da acidi rimangono altamente inadeguati in molte delle nazioni in via di sviluppo, proprio laddove l'incidenza è più alta; la disponibilità di centri per grandi ustionati è minima in nazioni come Uganda, Bangladesh e Cambogia; ad esempio il paese africano ha un solo centro specializzato in tutto il suo territorio, che ha aperto nel 2003, così come anche la Cambogia. Viene infine stimato che soltanto il 30% della popolazione del Bangladesh ha in effetti la possibilità di accedere a cure ed assistenza sanitaria professionali.
In aggiunta alle capacità mediche in molti casi del tutto inadeguate, molte delle vittime non riescono neppure a rivolgersi alle forze di polizia per chiedere aiuto, questo per una completa mancanza di fiducia in esse; per un senso di disperazione causato dall'impunità dei colpevoli e per timore infine di ulteriori brutalità e abusi. La maggior parte delle donne di questi paesi deve inoltre anche subire la forte apatia della polizia nel trattare i casi di molestie e i problemi di sicurezza personale che le riguardano; ma anche ad esempio il rifiuto di registrare il loro caso, nonostante il fatto che in alcuni casi la vittima fosse stata ripetutamente aggredita in precedenza.
Questi problemi sono esacerbati inoltre da una mancanza di conoscenza medica generale su come trattare i casi di ustione; molte delle vittime applicano vari tipi di olio sull'ustione, piuttosto che risciacquare abbondantemente ed esclusivamente con l'acqua per neutralizzare l'effetto della sostanza corrosiva: tali rimedi casalinghi (questo quando non vi è possibilità d'accesso ad una struttura sanitaria) servono soltanto ad aumentare la gravità del danno, in quanto non contrastano l'acidità.

## Epidemiologia
Secondo i ricercatori e gli attivisti i paesi più tipicamente associati a questa forma di violenza, oltre a quelli già citati dell'Asia meridionale e del Sud-est asiatico, si possono citare anche segnalazioni provenienti a molti altri paesi in tutti i continenti, dal Nepal, Sri Lanka, Laos, Indonesia, Birmania Thailandia e Malaysia nel continente asiatico; al Gabon, alla Nigeria e all'Egitto in quello africano; a Bulgaria e Francia in quello europeo; fino a Turchia, Stati Uniti, Canada, Giamaica, Australia, Yemen e Arabia Saudita.
Inoltre dai dati raccolti risulta che l'aggressione con acido esiste ed è presente, seppur limitatamente, anche in altre regioni del mondo, come l'America Latina, il Nordafrica e il Medio Oriente; tuttavia, nonostante la sua diffusione a macchia di leopardo i paesi dell'Asia meridionale continuano a mantenere la più alta incidenza di violenze tramite acido del mondo.

### Sesso e condizione sociale coinvolta
Fra le vittime di questa violenza vi sono in particolare giovani donne dell'Asia meridionale (principalmente provenienti dal Pakistan, dal Bangladesh, dall'India, dall'Afghanistan) che hanno subito la violenta pratica della sfigurazione del volto tramite acido, da cui l'espressione ragazze acidificate.
Le donne sono a rischio notevolmente più elevato di subire una qualche aggressione con acido, rispetto agli uomini, in paesi come Bangladesh e India. Un altro dei fattori che contribuiscono ad aumentare il pericolo è il loro status socio-economico, pertanto chi vive in condizioni di povertà più o meno estrema ha maggiori probabilità d'essere attaccati con questo sistema; inoltre tutte e tre le nazioni con l'incidenza nota più alta di attacchi - Bangladesh, India e Cambogia - sono classificate al 93º, 114º e 104º posto su 134 nazioni del Global Gender Gap Report, una scala che misura l'uguaglianza delle opportunità tra uomini e donne.

### Asia meridionale
In certi paesi dell'Asia meridionale gli attacchi con acido sono stati, e lo sono ancora, spesso e volentieri utilizzati come forma di vendetta per il rifiuto subito di proprie avances sessuali, proposte di matrimonio e/o richieste di dote. Altre cause possibili di coinvolgimento sono le dispute territoriali legate alla coltivazione e all'utilizzo delle risorse idriche.
- Bangladesh

In Bangladesh, dove questa forma di aggressione violenta è relativamente comune, rappresentano per lo più una forma di violenza domestica; il paese ha la più alta incidenza di attacchi di questo tipo rispetto a tutte le altre nazioni del mondo. Sono stati segnalati dal 1999 in poi più di 3000 casi, con un picco di 262 vittime nell'anno 2002; in seguito vi è stato un calo costante del 15-20% annuale, col numero di vittime sceso a 91 nel 2011.
Le statistiche riguardanti aggressioni tramite acido in Bangladesh dimostrano chiaramente una discriminazione sessuale, il rapporto maschi-femmine tra le vittime è difatti di 0,15 a 1; mentre un'altra ricerca indica che almeno l'82% delle vittime di tali aggressioni sono donne. Infine secondo un recente rapporto si è stimato che il 60% dei sopravvissuti erano bambine o ragazze tra i 10 e i 19 anni. Ricercatori locali descrivono questa forma di violenza come nata per essere rivolta soprattutto contro le donne, col primo caso documentato accaduto nel 1983.
L'aggressione con gli acidi è spesso definito un delitto passionale, alimentato dal senso di gelosia o vendetta; i casi reali però sembrano invece dimostrare che sono di solito il risultato di rabbia contro una donna che ha avuto il coraggio di rifiutare le avances di un maschio. Uno studio ha dimostrato che il rifiuto di una proposta di matrimonio rappresenta il 55% dei casi di aggressione con acido, la ribellione contro l'abuso familiare o da parte del marito il 18%, dispute sulla proprietà l'11%, mentre infine il rifiuto di relazioni romantiche è solo il 2% della casistica.
In aggiunta l'attacco con acido in situazioni ed argomenti correlati a controversie riguardanti la dote matrimoniale è stato calcolato essere in Bangladesh il 15% dei casi totali studiati; il movente matrimoniale-familiare rappresenta in tutte le statistiche conosciute la stragrande maggioranza dei casi. Gli agenti chimici più comunemente utilizzati per commettere tali atti di violenza sono l'acido cloridrico e solforico.
- India

Un'indagine condotta dalla fondazione Thomson Reuters afferma essere l'India il 4º paese più pericoloso al mondo per quanto riguarda la sicurezza delle donne; la popolazione femminile, appartenente a qualsiasi classe sociale, casta o credo religioso può in ogni momento rimanere vittima di una tal forma di violenza premeditata e destinata a mutilare in maniera permanente - quando non ad ucciderle - la loro esistenza. In India questi attacchi rappresentano per lo più una forma di vendetta contro giovani donne che hanno avuto il coraggio di rifiutare la proposta di matrimonio di un uomo o per aver chiesto il divorzio.
Il numero pare essere in costante aumento, con 68 casi riportati nello stato del Karnataka; l'autore Tom O'Neill del National Geographic riferisce che lo sfregio utilizzando acidi corrosivi viene utilizzato anche per far rispettare il sistema delle caste nell'India moderna.
Così come nel vicino Bangladesh, anche in India vi è un aspetto di genere legato ad esso, con il 72% dei casi segnalati attuati contro le donne; tuttavia, a differenza del paese confinante, qui il tasso d'incidenza sta lievitando da più di un decennio: in totale da gennaio a ottobre 2010 i mezzi di comunicazione hanno segnalato 153 casi sparsi un po' in tutte le province, mentre 174 casi giudiziari erano stati riportati per l'intero anno 2000. Tutti gli studiosi sono convinti però si tratti di una sottostima, anche di ampie proporzioni, in quanto nella maggior parte dei casi le aggressioni non vengono minimamente riportate nelle notizie dei mass media, né d'altra parte la totalità delle vittime sporge denuncia ai funzionari preposti.
Le motivazioni rispecchiano in ampia misura quelle del Bangladesh: il 34% dei casi analizzati è stato dovuto ad un rifiuto di tipo sessuale, con disaccordi sulla dote matrimoniale è stato constatato stimoli l'aggressione;controversie commerciali su terreni o immobili hanno rappresentato invece il 20% dei casi tra il 2002-2010. Il caso di Sonali Mukherjee è a tal riguardo indicativo: dopo esser stati condannati a 9 anni di prigione gli autori del crimine sono stati rimessi a piede libero dietro cauzione, senza alcuna sicurezza per la vittima coinvolta. In altri casi senza l'attenzione costante dei media molte tra le vittime più povere con le loro famiglie non sarebbero mai state capaci né di sostenere le spese mediche né di permettersi di richiedere l'applicazione della giustizia.
- Pakistan

Secondo il giornalista Nicholas D. Kristof vincitore del Premio Pulitzer del The New York Times la violenza con acido si trova essere ad un massimo storico in Pakistan, ed aumenta ogni anno: la maggioranza delle aggressioni è etichettata come delitto d'onore, rivolte quindi contro donne accusate d'aver "disonorato" i mariti. Statistiche compilate dalla commissione per i diritti umani del Pakistan (HRCP) mostra che dai 46 casi accertati del 2004 si è passati a 33 nel 2007, e secondo un articolo del New York Times da 65 nel 2010 a 150 nel 2011.
Altre stime dell'Human Rights Watch citano il numero delle vittime di attacchi tramite acido essere molte centinaia ogni anno; motivazioni principali sono anche in Pakistan rifiuti di proposte di matrimonio o situazioni riguardanti il fondamentalismo religioso.
- Cambogia

Gli attacchi con acido in Cambogia sono rivolti al 52% contro donne, con una lievissima discriminazione di genere quindi; i tassi d'incidenza sono generalmente aumentati negli ultimi decenni, a partire dai 40 segnalati nel 2000. Secondo l'organizzazione no profit, non governativa e non d'impostazione religiosa "Cambodian Acid Survivors Charity (CASC)" sono stati documentati almeno 216 casi tra il 1985-2009 con 236 vittime.
Nel 1999 l'aggressione con l'acido ai danni di Marina Tat, promettente idol e modella cambogiana, attirò l'attenzione pubblica e riaccese la polemica sulla vendita di sostanze corrosive disponibili a poco prezzo sul mercato, spingendo il governo cambogiano a elaborare una legge per limitare la vendita di acido e inasprire le pene per i responsabili degli attacchi. Tale legge è stata approvata a fine 2011.
La gelosia e/o l'odio sono le due più grandi motivazioni per l'attuazione di un tale tipo di violenza, col 28% dei casi aventi un fondamento emotivo; tuttavia qui le aggressioni non vengono perpetrate solo da uomini, in quanto le donne che attaccano altre donne presentano una frequenza addirittura più alta rispetto agli uomini che aggrediscono donne. Tali incidenti si verificano di solito tra la moglie e l'amante del marito, con motivazioni di potere e/o sicurezza socio-economica. Un terzo delle vittime sono persone vicine, stretti conoscenti e/o familiari.
Una delle forme più frequenti di violenza di genere in Cambogia è proprio l'aggressione con sostante corrosive; in tutto il paese esiste un unico centro di supporto che mira ad aiutare le vittime e da cui esse possono ricevere assistenza medico-legale.

### Medio Oriente
Attacchi con acido si verificano un po' in tutto il Medio Oriente, anche se statistiche complete su questi episodi non sono facilmente disponibili.

### Africa
Un'alta incidenza di aggressioni sono state riportate in alcuni paesi africani, tra cui Nigeria, Uganda, Etiopia e Sudafrica.

### Nordamerica ed Europa

#### Italia

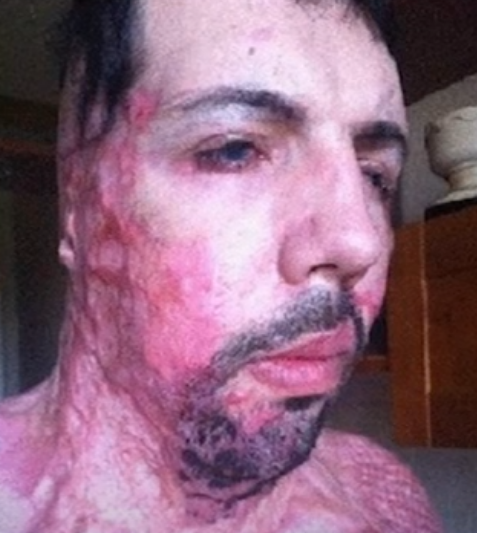
William Pezzulo, vittima nel 2012 di aggressione con acido da parte della sua ex fidanzata.

In Italia si sono registrati numerosi casi di aggressioni con acido a partire dal 28 maggio 2012 quando Filomena Lamberti fu aggredita mentre dormiva dal marito con l'acido solforico, subendo la totale distruzione della pelle del volto e del collo, tanto da rischiare di non sopravvivere, dovendosi poi sottoporre a 30 interventi di chirurgia plastica ricostruttiva . Nel settembre 2012 il ventiseienne William Pezzulo fu aggredito dalla ex che, con l'aiuto di un complice, lo tramortì e gli versò addosso un litro di acido solforico, causandogli la perdita di un occhio e dei padiglioni auricolari.
Nel 2013 fu il turno dell'avvocato pesarese Lucia Annibali che fu sfigurata su commissione per conto dell'ex fidanzato.
Nel dicembre 2014 Pietro Barbini fu vittima di un attacco con acido da parte della ex ragazza e dal suo nuovo amante, che si erano già resi colpevoli di simili violenze ai danni di Stefano Savi (sfregiato per uno scambio di persona nel novembre dello stesso anno).
Risale al 2017 il caso di Gessica Notaro.